# リトル・サルケルド
リトル・サルケルド（Little Salkeld）は、イングランドのカンブリア州 イーデン区の小規模な村およびかつての行政教区であり、ペンリスの北東の数マイルのところにある。1931年当時、行政教区の人口は91人であった。

## 歴史
1292年、リトル・サルケルド管轄区はエドワード1世によって承認された。地主であるサルケルド家の本来の故郷であると考えられている。　
リトル・サルケルドは正式にはアディンガムの町区である。リトル・サルケルドは1866年から独立行政教区となったが、1934年4月1日に廃止され、ハンソンビーを創立するためにハンソンビー・アンド・ウィンスキルと統合された。

## 観光名所
1745年に建てられた「リトル・サルケルド水車小屋」は18世紀の伝統的なイングランドの水車小屋であり、カンブリア州で唯一稼働している水車小屋でもある。
サルケルド・ホールは16世紀に以前あった壁を組み入れた上で建てられた村で最大の邸宅であり、現在は個人所有となっている。
村には牧師館はあるものの教会が存在せず、北へ1マイルのところにあるグラソンビー近くにアディンガム教区教会が建てられた。
レイシー洞窟とロング・メグ・アンド・ハー・ドーターズから最も近くにある村として歩行者に人気がある。

## 交通手段
リトル・サルケルドは車で国道A686号線を抜けたラングウォースビーから1½マイル、高速道路M6号線から約6マイルで到着することができる。
村はシー・トゥ・シー自転車専用道路上にある。
セトル・カーライル線のリトル・サルケルド駅とロング・メグ鉱山への支線はともに1970年代に閉鎖されたにもかかわらず、廃止になったプラットホームは未だに残されていて、駅舎は個人住宅として維持管理されている。
セトル・カーライル線のラングウォースビー駅が最寄り駅となっている。1918年、ロング・メグ鉱山切通し近くで起きたリトル・サルケルド鉄道事故では7人が犠牲になった。1933年にリトル・サルケルド駅で発生した2回目の列車事故では鉄道員1人が死亡、さらには5人の駅員と30人の乗客が負傷する事態になった。かつてこの村はグレート・サルケルドとはイーデン川に架かる橋で繋がっていたと考えられている。